# 民主联盟基金会
民主联盟基金会（英語：Alliance of Democracies Foundation，简称Aod）是一个致力于推动全球民主和自由市场的非营利组织，创办于2017年12月。创始人为前北约秘书长、前丹麦首相安诺斯·福格·拉斯穆森，企业家弗里茨·舒尔，律师克劳斯·索加德。
根据创始人，前丹麦首相，前北約秘書長安诺斯·福格·拉斯穆森的看法，美国正在退出世界舞台，而留下了一个由普京、金正恩、巴沙尔·阿萨德等人填补的真空。民主主义遭受着来自保护主义、民粹主义、民族主义、恐怖主义和专制主义的压力，在这一背景下，民主联盟基金会致力于团结全球民主国家。拉斯穆森认为新的民主联盟并非是联合国的替代物，而是对其的补充。
民主联盟基金会目前运行三个项目。
2021年3月22日，中華人民共和國宣佈制裁基金會。

## 哥本哈根民主峰会
哥本哈根民主峰会是一个汇聚各个民主国家现任和前任政府首脑、商业精英的会议，目标是成为一个分析民主世界面临的安全和经济挑战的国际论坛。2018年7月22日，首届民主峰会在哥本哈根举行，共有来自40多个国家的350名与会者参与，此次会议上发布的出版物得出结论是，在民主国家人民对政府的信任度低于非民主国家。民主联盟基金会每年夏季在哥本哈根组织民主峰会，并在科罗拉多州丹佛举办类似的冬季会议。